# Dualizem
Dualizem je delitev oziroma reduciranje celotne resničnosti na dva med sabo ločena in nezamenljiva dela. Izraz izhaja iz latinske besede duo, ki pomeni dva. Uporablja se v religioznem, filozofskem, psihološkem in redkeje v političnem smislu (npr. ureditev Avstro-Ogrske).
Tipični primer dualizma v religiji je manihejstvo z dualizmom dveh svetovnozgodovinskih počel dobrega in zla, ki je radikaliziralo ločevanje med ničvrednim telesom in božansko dušo. V filozofiji je najbolj znani primer Descartesov dualizem substanc na telesno (res extensa) in na miselno substanco (res cogitans). V psihologiji je dualizem prisoten glede konceptualiziranja duševnosti in metode raizskovanja duševnih pojavov. 